# Melesse
Melesse település Franciaországban, Ille-et-Vilaine megyében. Lakosainak száma 7400 fő (2022. január 1.). Melesse Betton, La Chapelle-des-Fougeretz, Chevaigné, La Mézière, Montreuil-le-Gast, Saint-Germain-sur-Ille, Saint-Grégoire és Saint-Médard-sur-Ille községekkel határos.

## Népesség
A település népességének változása:
| Lakosok száma | 2123 | 4231 | 4675 | 5415 | 5913 | 6116 | 6576 | 6958 | 7111 | 7400 |
|               | 1968 | 1982 | 1990 | 2006 | 2013 | 2015 | 2017 | 2019 | 2020 | 2022 |